# Rickard Falkvinge
Rickard "Rick" Falkvinge, (født Dick Greger Augustsson den 21 januar 1972 i Gøteborg) er en svensk IT-entrepenør, mest kendt som grundlægger og første partileder for det svenske Piratpartiet. I august 2014 arbejdede han som forelæser, hvor han forsøger at sprede sit politiske budskab om fri fildeling til hele verden. 